# پل پوت
پل پوت (به خمر: ប៉ុល ពត) (زاده ۱۹ مهٔ ۱۹۲۵ – درگذشته ۱۵ آوریل ۱۹۹۸) سیاست‌مدار ، انقلابی و دیکتاتوری کامبوجی بود که جنبش خمر سرخ به رهبری او از ۱۹۷۵ تا ۱۹۷۹ تا سقوط او در جنگ ویتنام و کامبوج بر کامبوج حکم راند. در مدت چهار سال حکومت خمرهای سرخ، دولت او مسئول نسل کشی کامبوج بود . به طور گسترده‌ای مورد باور است که او یکی از بی‌رحم‌ترین خودکامگان در جهان مدرن بوده است .  پل پوت از لحاظ ایدئولژیکی مائوئیست و ملی گرای خمری بود . پوت از سال ۱۹۶۳ تا ۱۹۹۷ رهبر حرکت کمونیستی کامبودیا که به عنوان خمر سرخ شناخته می شوند بود . او از سال ۱۹۶۳ تا ۱۹۸۱ دبیر کل حزب کمونیست کامبوج بود . پوت مرتکب نسل کشی کامبوج شد که در آن به طور حدودی یک چهارم یک و نیم تا دو ملیون نفر- یک چهارم جمعیت قبل از نسل کشی کشور-کشته شدند .در دسامبر سال ۱۹۷۸ ویتنام برای حذف پوت از قدرت به کامبوج حمله کرد . در طی دو هفته ، نیرو های ویتنامی بیشتر کشور را گرفتند ، به نسل کشی پایان دادند و دولت کامبوجی جدیدی را برپا کردند ، بعد از آن خمر سرخ محدود به مناطق دورافتاده روستایی در غرب کشور بودند .

## کودکی
سولات سار، معروف به پل پوت، در استان توم کامبوج، در خانواده‌ای نسبتاً ثروتمند با اصلیت چینی-کامبوجی زاده شد. او در سال ۱۹۲۵ به دنیا آمد. در ۱۹۳۵، برای تحصیل به مدرسه‌ای کاتولیک در پنوم پن رفت و به دلیل داشتن ارتباط نزدیک خانوادگی با پادشاه، گاهی از قصرها و اماکن سلطنتی دیدن می‌کرد. در سال ۱۹۴۷، او موفق به اخذ ورودی مدرسه سیسوات شد، اما به ادامه تحصیل در آن مدرسه نرسید. همسر آینده او، خیو پاناری، نیز در همان مدرسه حضور داشت.
پس از دریافت بورس تحصیلی، پل پوت به رشته‌ای فنی روی آورد و از سال ۱۹۴۹ تا ۱۹۵۳ در کالج ای اف آر در پاریس در رشته الکتریسیته رادیویی تحصیل کرد. در همین دوران، او با تشکیلات بین‌المللی کارگری در یوگسلاوی همکاری نمود. سیاست‌های ضد استعماری و تأثیر تشکیلات کمونیستی فرانسه، به ویژه پس از به رسمیت شناختن ویتنام توسط شوروی در سال ۱۹۵۰، جوانان کامبوجی از جمله پل پوت را به خود جلب کرد. در سال ۱۹۵۱ او به سلول‌های مخفی کمیته کمونیستی فرانسه، معروف به دایره مارکسیستی، پیوست و به سرعت به عضویت کمیته دست یافت. در سال ۱۹۵۴، پس از ناکامی در امتحانات، مجبور به بازگشت به کامبوج شد و به عنوان کارشناس دولتی مأمور ارزیابی گروه‌های یاغی علیه دولت گردید. در سال ۱۹۵۶، او با خیو پاناری ازدواج کرد.

## سال‌های شورش (۱۹۶۲–۱۹۶۸)

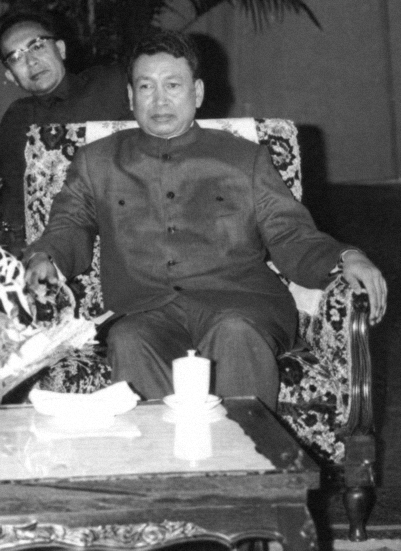
پل پات در دیدار با دیکتاتور رومانی چائوشسکو

در سال‌های ۱۹۶۲ تا ۱۹۶۸، وضعیت سیاسی کامبوج به دلیل سرکوب‌های دولت علیه جنبش‌های چپ و دستگیری گسترده رهبران کمونیستی دچار ناآرامی و تنش فراوانی شد. این اقدامات منجر به کاهش فضای عملی برای فعالیت‌های گروه‌های زیرزمینی شد و برخی از اعضای جنبش مجبور به فرار به مرزهای کشور، از جمله پل پوت، گردیدند. در سال ۱۹۶۳، در یک دیدار حزبی محدود، پل پوت به عنوان دبیر کمیته مرکزی حزب کمونیست کامبوج انتخاب شد؛ انتخابی که در پی افزایش فشارهای سیاسی و سرکوب‌های دولتی صورت گرفت.

## به قدرت رسیدن
با گذشت زمان و به دلیل نارضایتی فراگیر روستاییان از سیاست‌های دولت، جنبش کمونیستی توانست حمایت‌های گسترده‌ای کسب کند. ضعف و ناتوانی دولت در مقابله با شورش‌های داخلی، زمینه را برای گسترش نفوذ گروه‌های چپ فراهم ساخت. در اوایل دهه ۱۹۷۰، با رشد نفوذ جنبش و افزایش حمایت‌های مردمی، پل پوت و همراهانش به تدریج توانستند قدرت را در سطح کشور تثبیت کنند. در آوریل ۱۹۷۵، نیروهای خمر سرخ پایتخت کامبوج را تسخیر کردند و با تأسیس رژیم جدید به نام «کامبوج دموکراتیک»، پل پوت به عنوان رهبر مطلق کشور به قدرت رسید. این حکومت با اجرای سیاست‌های افراطی از جمله اجبار به تخلیه شهرها، مهاجرت اجباری به مناطق روستایی و پاکسازی‌های گسترده، منجر به مرگ تقریباً یک‌سوم جمعیت کامبوج گردید.

## کامبوج دموکراتیک (۱۹۷۵–۱۹۷۹)
در ۱۷ آوریل ۱۹۷۵، نیروهای خمر سرخ پایتخت کامبوج را تسخیر کردند و رژیمی جدید به نام «کامبوج دموکراتیک» تأسیس نمودند. در این دوران، پل پوت به عنوان رهبر مطلق حزب خمر سرخ به قدرت رسید و تلاش کرد تا جامعه‌ای بی‌طبقه و کاملاً اشتراکی ایجاد کند. سیاست‌های این رژیم شامل اجبار به تخلیه شهرها، مهاجرت اجباری به مناطق روستایی، اعمال پاکسازی‌های گسترده علیه گروه‌های خاص (از جمله افراد تحصیل‌کرده، متفکران، اقلیت‌های مذهبی و کسانی که با کشورهای خارجی روابط داشتند) و اجرای کشتارهای دسته‌جمعی به منظور «سال صفر» بود. این سیاست‌ها منجر به مرگ بین ۱ تا ۲ میلیون نفر (حدود یک‌سوم جمعیت کامبوج) در اثر کشتار، گرسنگی و بیماری گردید. سرنگونی رژیم در سال ۱۹۷۹ با حمله نیروهای ویتنامی به پایان رسید و فضای سیاسی کامبوج دچار تغییرات بنیادینی شد.

## مرگ
در شب ۱۵ آوریل ۱۹۹۸، رسانه صدای آمریکا (که پل پوت به آن علاقه داشت) اعلام کرد که اعضای گروه خمر سرخ او را به دادگاه جنایت علیه بشریت ارجاع داده‌اند. طبق گفته‌های همسر او، وی در حالی که منتظر انتقال به جای دیگری بود، در رختخواب درگذشت؛ و ادعا شد که مرگ او ناشی از سکته قلبی بوده است. دولت کامبوج پس از بررسی جسد، چند روز بعد جسد او را در منطقه خمر سرخ سوزاند.